# Ґідлярева (гміна)
Ґміна Ґєдлярова (пол. Gmina Giedlarowa) — колишня (1934—1939 рр.) сільська ґміна Ланьцутського повіту Львівського воєводства Польської республіки (1918—1939) рр. Центром ґміни було село Ґєдлярова.

1 серпня 1934 р. було створено об'єднану сільську ґміну Ґєдлярова в Ланьцутському повіті. До неї увійшли сільські громади: Бєдачув, Бжуза Крулєвска, Ґєдлярова, Ґіллєрсгоф, Ґвіздув, Вєжавіце.